# Kretania psylorita
Kretania psylorita är en fjärilsart som beskrevs av Freyer 1845. Kretania psylorita ingår i släktet Kretania och familjen juvelvingar. Inga underarter finns listade i Catalogue of Life.